# Ichneumon gouldae
Ichneumon gouldae is een vliesvleugelig insect (orde Hymenoptera) uit de familie van de gewone sluipwespen (Ichneumonidae). De wetenschappelijke naam van de soort werd in 2016 door Rebecca Kittel gepubliceerd als nomen novum voor Ichneumon longicornis Gmelin, 1790, een naam die in 1789 door Charles Joseph Devillers al was vergeven aan een andere sluipwesp uit hetzelfde geslacht. De soort is vernoemd naar Lilian Jane Gould (1861–1936), een Brits biologe.